# Пантелеевка (Крым)
Пантеле́евка (укр. Пантеліївка, крымскотат. Panteleyevka, Пантелеевка) — упразднённый населённый пункт в Симферопольском районе Крыма, включённый в состав Мазанки, сейчас — отдельный район на западе села.

## История
Существует версия, что название села Пантелеевка пошло от имени первого поселенца — Пантелея Щеглова. Впервые в исторических документах селение встречается в Списке населённых пунктов Крымской АССР по Всесоюзной переписи 17 декабря 1926 года, согласно которому в селе Пантелеймоновка, Мазанского сельсовета Симферопольского района, числилось 177 дворов, из них 172 крестьянских, население составляло 192 человека, из них 187 русских и 5 украинцев (на «карте ЮБК 1936 года» подписана уже Пантелеевка. После создания 22 февраля 1937 года Зуйского района Пантелеевку, вместе с сельсоветом, отнесли в его состав.
В 1944 году, после освобождения Крыма от фашистов, 12 августа 1944 года было принято постановление № ГОКО-6372с «О переселении колхозников в районы Крыма» и в сентябре 1944 года в район приехали первые новоселы (212 семей) из Ростовской, Киевской и Тамбовской областей, а в начале 1950-х годов последовала вторая волна переселенцев из различных областей Украины. С 25 июня 1946 года Пантелеевка в составе Крымской области РСФСР, а 26 апреля 1954 года Крымская область была передана из состава РСФСР в состав УССР. Решением Крымоблисполкома от 24 сентября 1959 года ликвидирован Зуйский район и Пантелеевка передана в состав Симферопольского района. К 1960 году село было включено в состав Мазанки, поскольку на эту дату Пантелеевка в списках уже не значится (согласно справочнику «Крымская область. Административно-территориальное деление на 1 января 1968 года» — в период с 1954 по 1968 год, как село уже Симферопольского района).